# Verlaine (Lieja)
Verlaine (francès) o Verlinne en való és un municipi belga de la província de Lieja a la regió valona. El 2008 tenia uns 3.690 habitants. Es troba a l'altiplà d'Haspengouw i és regat pel Yerne, un afluent del Jeker. El formen els nuclis de Verlaine i els llogarets Hepsée, Oudoumont, Harduémont, Borsu i Les Stanges, Chapon-Seraing, Seraing-le-Château i Bodegnée. Destaquen el castell i masia castral d'Oudoumont, l'església Sant Remigi, la font del Lavu, el carrer rue des Jésuites, el Túmul i diverses masies en estil hesbinyó.

## Història
Des del Neolític, el lloc va ser habitat. El primer esment escrit del poble data del 811 quan era un feu de l'abadia de Stavelot enclavat al principat de Lieja. La senyoria de Verlaine pertanyia al segle xv a la família d'Hamal, al segle xvi als Vilhain i al segle xvii als de Harre. Els nuclis Harduemont i Hepsée constituïen senyories separades. Harduemont pertanyia als Warfusée i el castell va ser enderrocat durant la guerra entre els Awans i els Waroux a la fi del segle xiii. Hepsée depenia del principat de Lieja. El castell ruïnós va ser dinamitat el 1958.
El 1701, els espanyols van ocupar il·legalment el poble i els diputats de l'Abadia de Stavelot van queixar-se al tribunal imperial de Westfàlia. L'únic castell que roman en bon estat és el d'Oudoumont, una propietat dels Saulcy des del segle xiv fins a la fin de l'antic règim el 1795 ().
L'administració revolucionària francesa va crear el municipi de Verlaine. El 1815 va esdevenir una part del Regne Unit dels Països Baixos i des del 1830 és belga. L'1 de gener de 1977 el poble va eixamplar-se en fusionar-se amb els antics municipis de Chapon-Seraing, Seraing-le-Château i Bodegnée.

## Economia
Verlaine és un municipi rural del qual la primera activitat sempre va ser l'agricultura i més fructicultura. Situat a les terres fèrtils d'Haspengouw, hom hi troba moltes llargues masies. No hi ha gaire indústria: la darrera fàbrica de xarop va tancar. Ara compta amb uns tallers de construcció mecànica.

## Referències

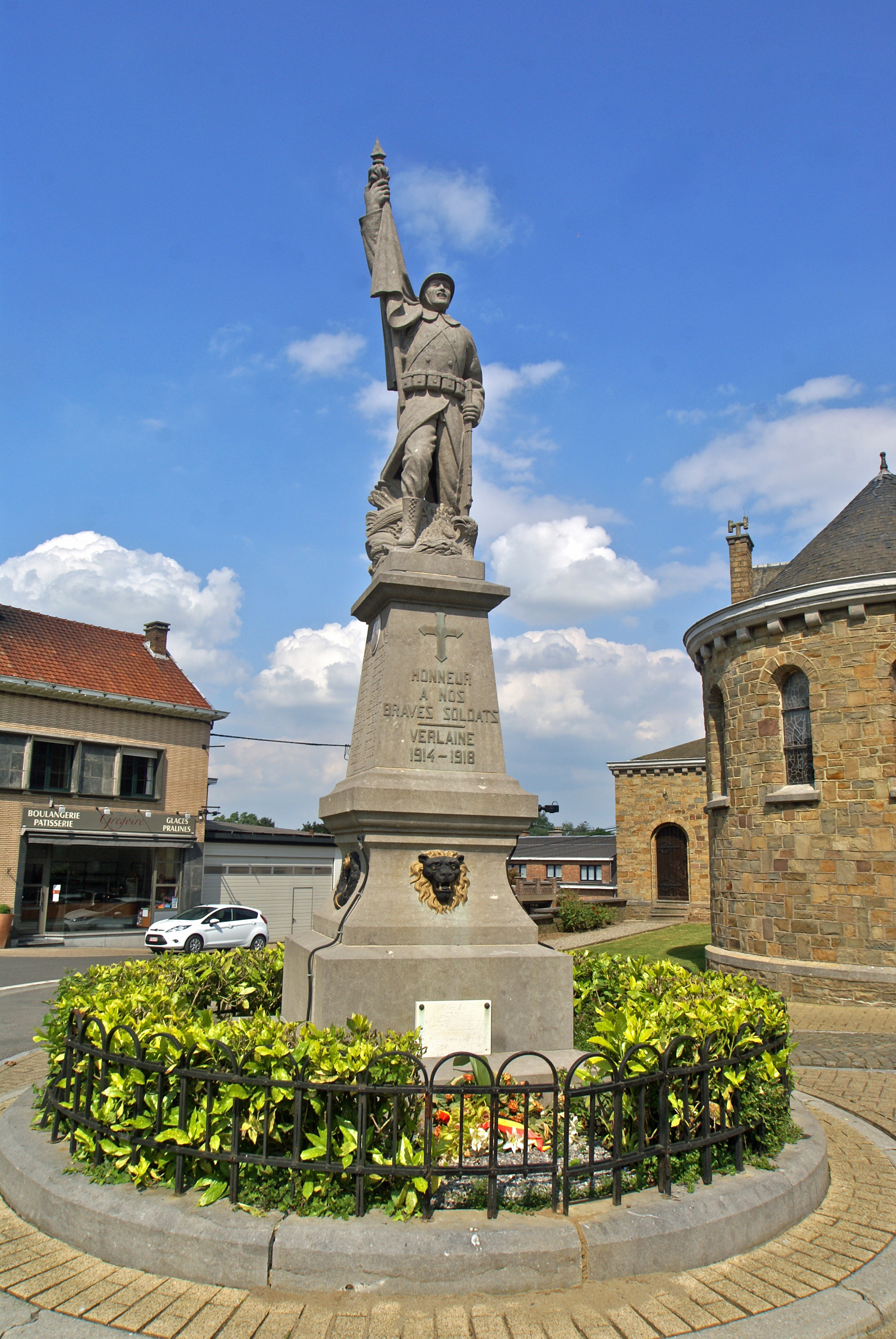
Monument a les víctimes de les dues guerres mundials
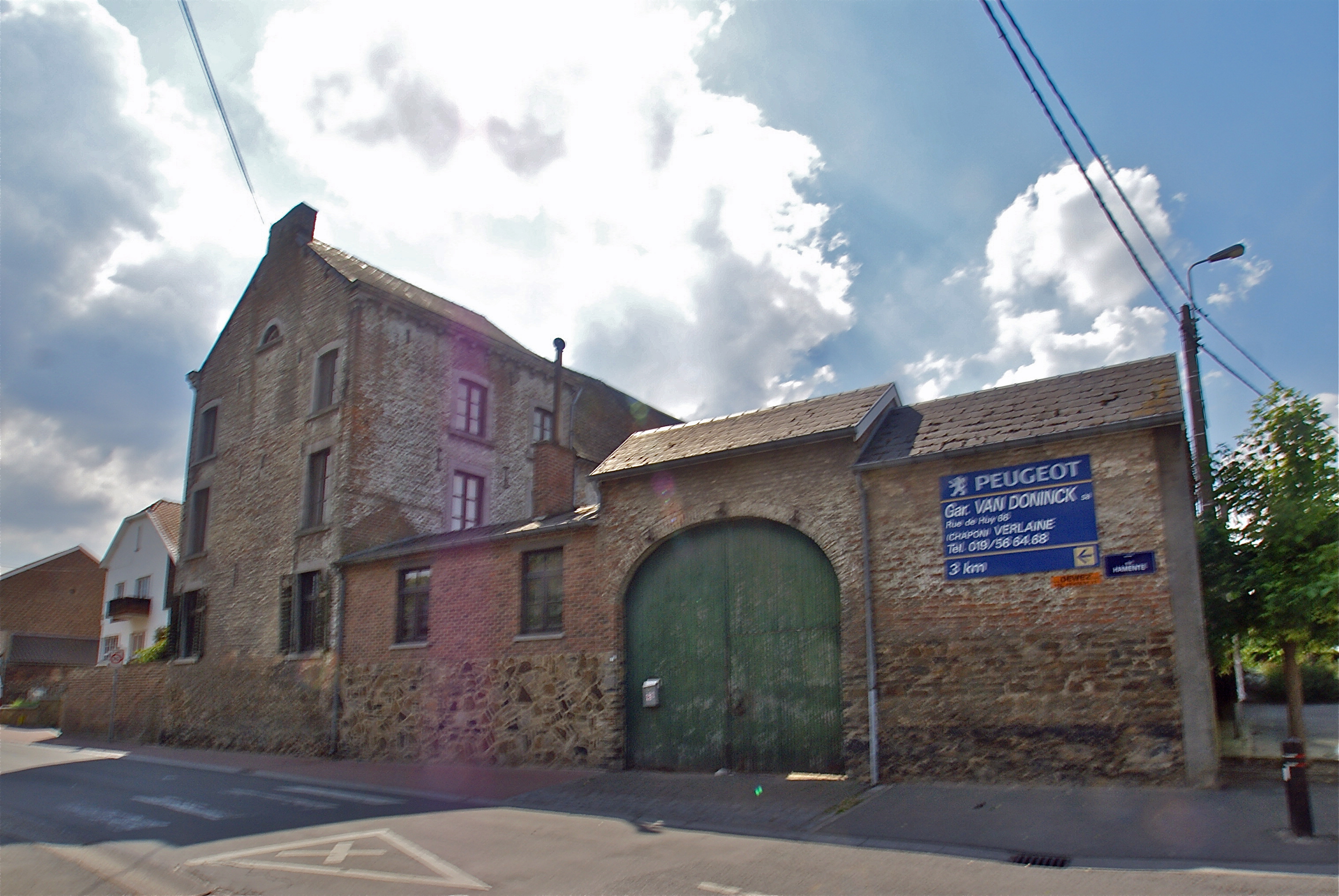
Masia en estil hesbinyó
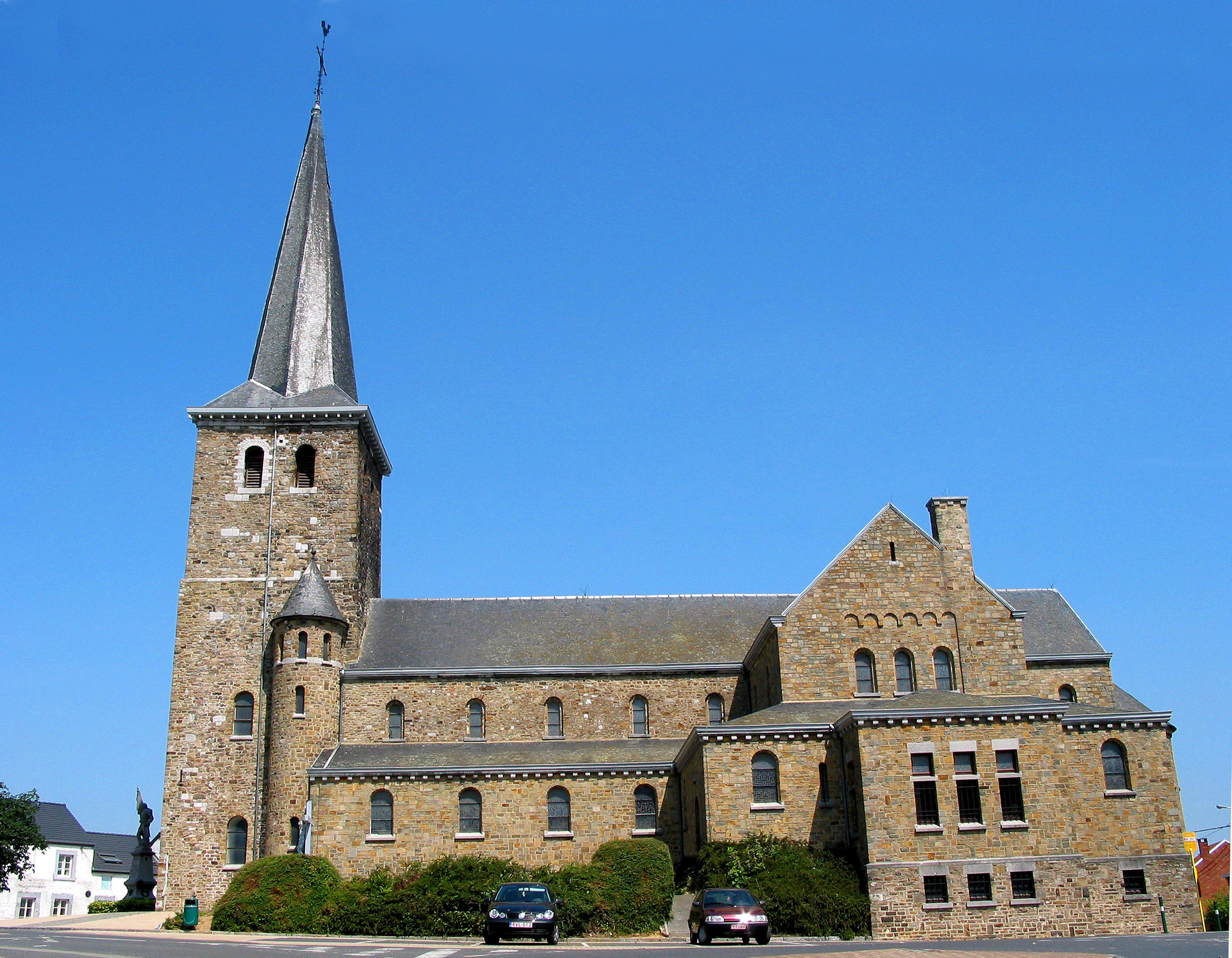
L'església de Remigi de Reims
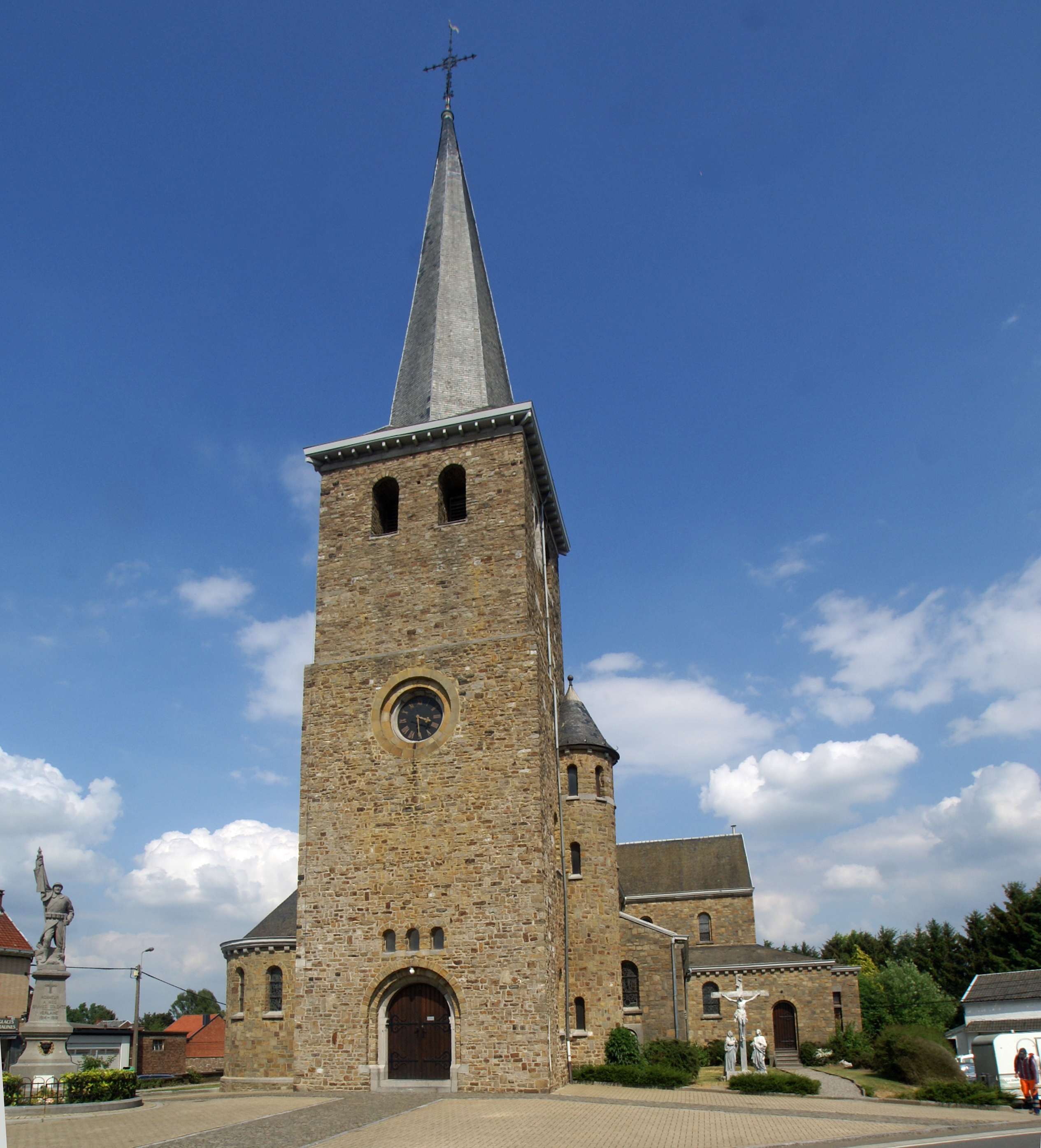
Campanar
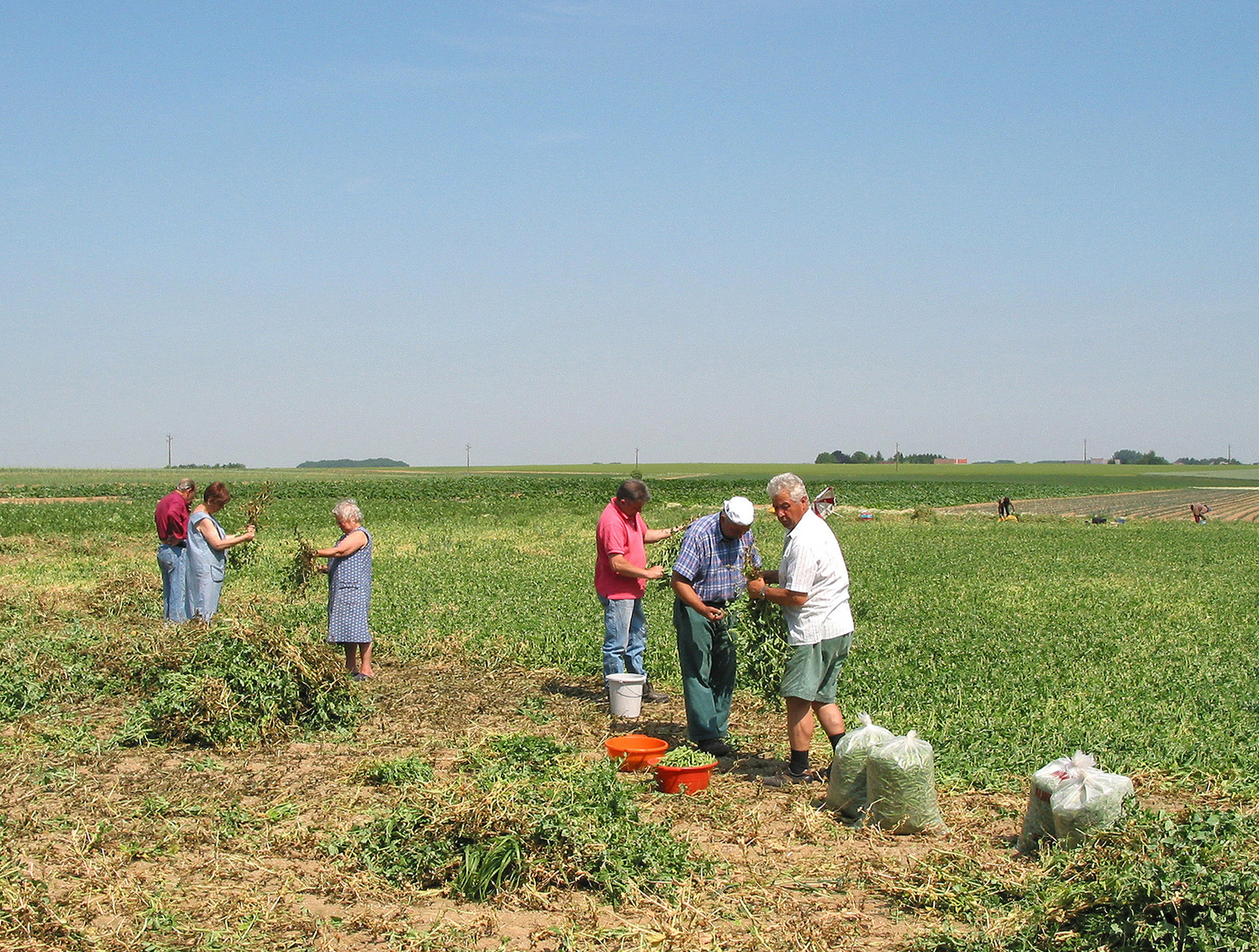
Collita dels pèsols a la plana d'Haspengouw